# Bomporto
Bomporto är en ort och kommun i provinsen Modena i regionen Emilia-Romagna i Italien. Kommunen hade 10 189 invånare (2018).